# Кабрера, Хавьер (футболист, 1992)
Марсело Хавьер Кабрера Риверо (исп. Marcelo Javier Cabrera Rivero; род. 18 марта 1992, Флорида) — уругвайский футболист, вингер клуба «Аргентинос Хуниорс».

## Биография
Кабрера — воспитанник клуба «Монтевидео Уондерерс». 11 апреля 2010 года в матче против столичного «Ливерпуля» он дебютировал в уругвайской Примере. 2 октября в поединке против столичного «Расинга» Хавьер забил свой первый гол за «Монтевидео Уондерерс».
Летом 2014 года Кабрера на правах аренды перешёл в испанский «Рекреативо». 31 августа в матче против «Алавеса» он дебютировал в Сегунде.
Летом 2016 года Хавьер на правах аренды присоединился к аргентинскому «Архентинос Хуниорс». 28 августа в матче против «Сан-Мартин Тукуман» он дебютировал в Примере B. 13 сентября в поединке против «Эстудиантес де Сан-Луис» Кабрера забил свой первый гол за «Архентинос Хуниорс». По итогам сезона он помог клубу выйти в элиту. Руководство осталось довольно игрой футболиста и предложило ему полноценный контракт, так как к тому времени его соглашение с «Монтевидео Уондерерс» истекло. 9 сентября 2017 года в матче против «Патронато» он дебютировал в аргентинской Примере.
Летом 2018 года Кабрера перешёл в мексиканскую «Толуку». 23 августа в матче против «Крус Асуль» он дебютировал в мексиканской Примере.